# Hippotion chauchowensis
Hippotion chauchowensis är en fjärilsart som beskrevs av Clayton Dissinger Mell 1923. Hippotion chauchowensis ingår i släktet Hippotion och familjen svärmare. Inga underarter finns listade i Catalogue of Life.